# Mariano Fortuny y Madrazo
Mariano Fortuny y Madrazo (Granada, 11 de mayo de 1871-Venecia, 3 de mayo de 1949) fue un pintor, inventor, grabador, fotógrafo, diseñador textil, diseñador de moda, empresario y escenógrafo español.

## Biografía
Nació en Granada en 1871, en el seno de una familia volcada por completo en el mundo del arte. Su padre era el pintor español Mariano Fortuny y su madre, Cecilia de Madrazo, también provenía de una familia de artistas pues era hija del también pintor Federico de Madrazo y hermana de Raimundo de Madrazo. Su abuelo, Federico de Madrazo (1815-1894), era un reconocido retratista que fue nombrado director del Museo del Prado en 1861.

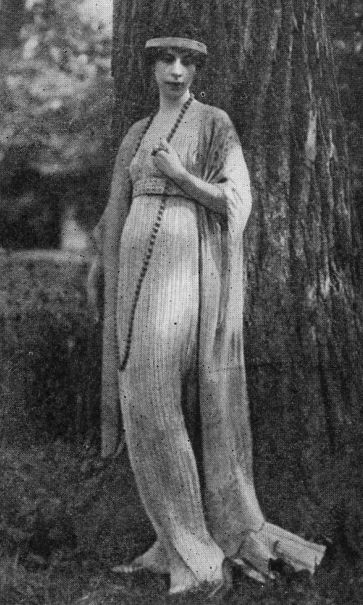
La señora Condé Nast llevando uno de los famosos vestidos de cóctel de Fortuny, inspirado en la Antigua Grecia

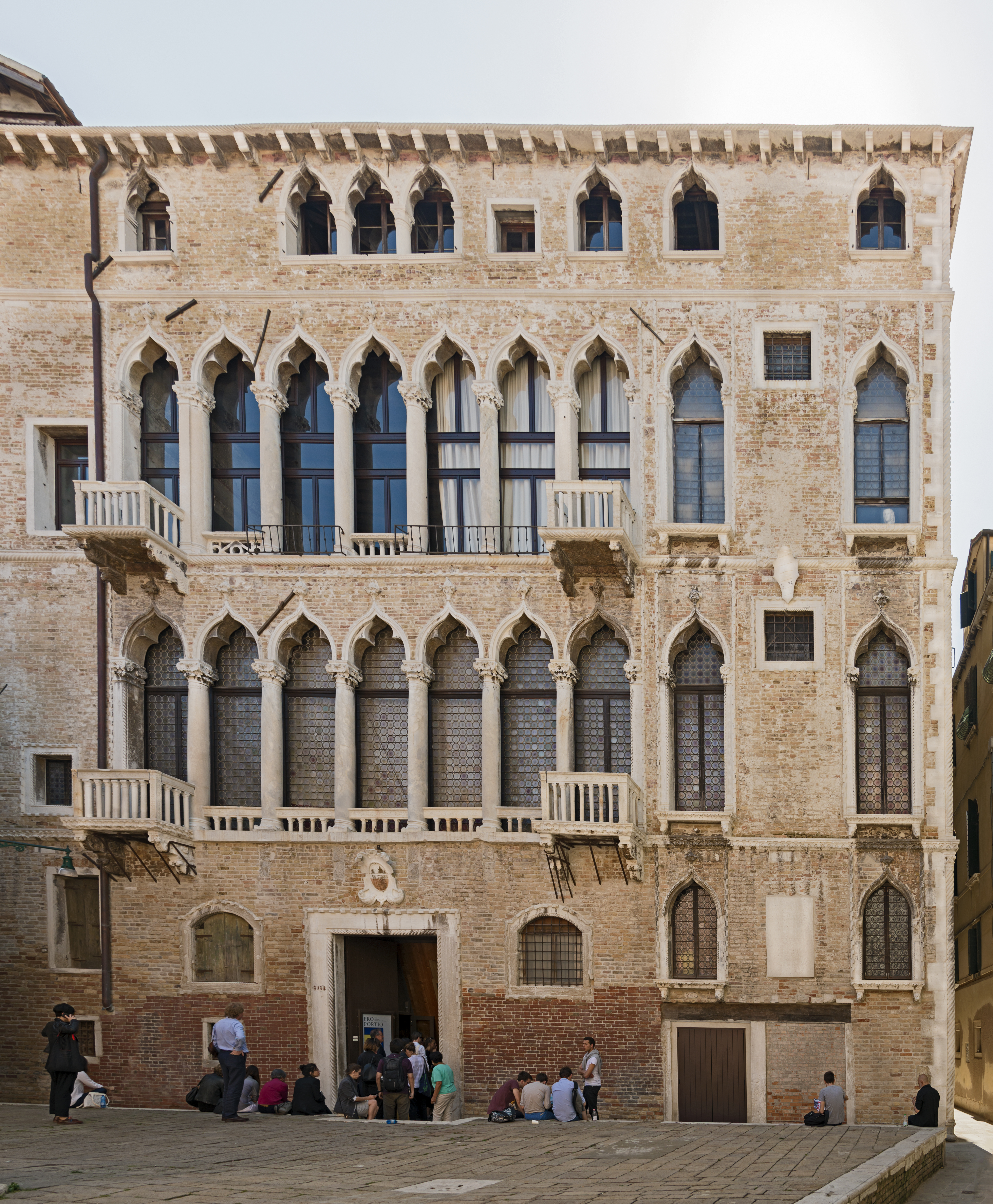
Palacio Fortuny en Venecia

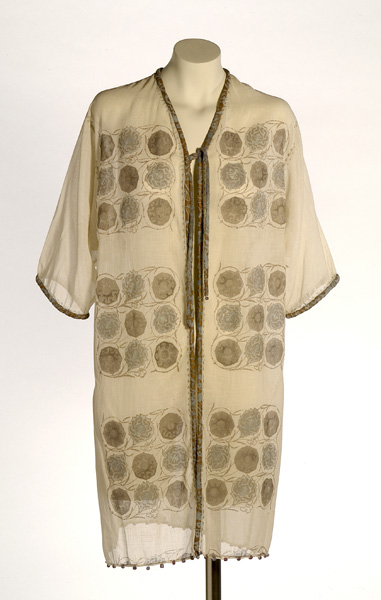
Blusa de manga corta de muselina de algodón blanca con motivos vegetales y geométricos

A los tres años de edad su padre falleció y su madre decidió trasladarse con sus hijos y su hermano Raimundo a París. Allí, Mariano pronto destacó por su talento artístico y empezó a pintar con Jean-Joseph Benjamin-Constant. También estudió dibujo y química en Francia y Alemania. En 1888 se mudó al palacio Martinego, en Venecia, donde se interesó por la gran colección de tejidos antiguos atesorada por su familia. Hacia 1906 abrió su taller en el Palacio Pesaro degli Orfei junto a su esposa, Henriette Negrin, y creó telas y trajes originales utilizando técnicas secretas. Entre 1909 y 1910 Mariano registró dos patentes en París. En 1911 creó la sociedad Mariano Fortuny para comercializar tejidos y, en 1919, la Sociedad Anónima Fortuny en la isla de la Giudecca para imprimir mecánicamente papeles pintados, fotografías y tejidos, a excepción del terciopelo y la seda.
Movido por sus inquietudes artísticas desde joven, Fortuny viajó por toda Europa a la búsqueda de artistas que admiraba, entre ellos el compositor alemán Richard Wagner. Su talento abarcó también la investigación en diferentes campos, como en pintura, fotografía, escultura, arquitectura, escenografía o técnicas de iluminación para artes escénicas. 
Expuso por primera vez sus cuadros en Londres en 1894 y en 1897. Más tarde haría exposiciones en París (1899), Milán (1900) y Barcelona (1922).
Fortuny reflejó en sus obras el estilo del modernismo y su espíritu ecléctico. Colaboró en los vestuarios y escenografías del teatro de la Scala de Milán, para obras como Tristán e Isolda, La valquiria o La vida breve.
Son  especialmente importantes sus creaciones en el mundo de la moda, recuperando el gusto por la indumentaria de la Antigua Grecia. Destaca su traje Delphos, que recupera las largas túnicas  hechas de telas ligeras. Para la ejecución del Delphos era necesario completar el plisado de forma manual y la intervención de una máquina semimecánica formada por un sistema de poleas y rodillos capaz de conseguir el ondulado transversal de su superficie. También se implicó en el diseño textil, innovando en el tintado de las telas y en los estampados para hacerlos parecer de la Antigüedad. Por ejemplo, el efecto plateado de sus telas se obtenía mediante la aplicación de sustancias metálicas de polvo de aluminio. La obtención de transparencias y colores únicos para cada pieza obedece a técnicas consistentes en el bañado, capa a capa, de las telas en numerosos tintes. 
Parte de sus vanguardistas e, incluso, rupturistas diseños de moda se exhiben en la Sala Fortuny del Museo del Traje de Madrid junto con otras telas y vestidos orientales que él mismo coleccionó.
Murió el 2 de mayo de 1949 en su palacio veneciano de Orfei y fue enterrado en el Cementerio de Verano de Roma. Su viuda donó parte de su legado y el palacio, que actualmente acoge el Museo Fortuny, a la ciudad de Venecia tras haber sido rechazado por el estado español[cita requerida].

## Creaciones

### Pintura
- Se empleó sobre todo en temas venecianos, retratos femeninos y, por su afición, en temas wagnerianos.

### Iluminación
- Inventó y patentó una iluminación escénica por luz indirecta,  "el Sistema Fortuny", y más tarde, la llamada "Cúpula Fortuny", que se empleó en muchos escenarios.
- La lámpara Fortuny, metálica, para interiores. Lámparas en seda.

### Moda
- Velo Knossos, de seda, con forma rectangular y diseños geométricos asimétricos.
- Vestidos Delphos, inspirados en las pallas usadas en la antigua Roma.[3]
- Desarrollo del primer sistema para hacer plisados con seda y terciopelo mediante máquinas
- Desarrollo de tintes.

### Fotografía
- Negativos del mundo de la moda y de la ciudad de Venecia.